# الغرفة السادسة والثلاثون لشاولين
الغرفة السادسة والثلاثون لشاولين ,(باالصينية:少林三十六房) المعروف أيضا بأسم: القاتل المكتمل لشاولين أو القاتل المكتمل, هو فلم من سنة 1978 أنتج في هونج كونج وتم إخراجه من طرف لو كار لونج وانتاجه من طرف الاخوة شاو.
قام بالدور الرئيسي في الفلم جوردون ليو في قراءة حرة لحياة تان سي، المقاتل الأسطوري من شاولين الذي تدرب مع الجنرال تشي شان،
يعتبر فلم الغرفة السادسة والثلاثون كأحد أفضل افلام الكونج فو في التاريخ، ومنه نشأ جزءان اخران، عودة إلى الغرفة السادسة والثلاثون، وطلاب الغرفة السادسة والثلاثين.

## القصة
لو يدي ابن صياد وتلميذ البروفيسور هو في كانتون تحت حكم المانشو، بعدما يشاهد الظلم يقرر ان ينضم للمقاومة مع استاذه ويقوم بتمرير الرسائل بعد وضعها في السمك المجفف، لكن يتم اكتشاف نشاطهما وقمعه، مما يؤدي إلى الأنتقام من عائلة ليو.
يتمكن ليو من الهرب إلى شاولين، حيث يريد ان يتعلم الكونج فو، لكن التدريب مخصص للرهبان فقط، ولأنه يرغب في الأنتقام ينضم للرهبنة، ويصبح الراهب تسي ويستمر في التدريب خمس سنوات في الغرف الخمسة والثلاثين، التي تطور كل منها مهارات مختلفة: التوازن، قوة الساعد، قوة السيقان، يقضة العينين، والتحكم بأسلحة مختلفة.
نضرا لمهارته الشديدة، يعرض على تسي ان يرأس آحدى الغرف لكنه يرفض لأن رغبته هي خلق الغرفة السادسة والثلاثين حيث يتم تعليم الكونج فو لغير الرهبان، مما يضطره في الذهاب لرحلة تمكنه من تصفية الحساب وعند عودته يسمح لحه بخلق الغرفة السادسة والثلاثين،  

## فريق التمثيل
- ليو يودي / تسي-تمثيل جوردون ليو
- الجنرال تيان تا- تمثيل لو لييه
- ستة رايس ميلر -تمثيل وانج يو
- هونج هسي كوان-تمثيل يو يانج
- لو أه تساي-تمثيل هسو شاو شيانج
- تونج شيان شنج-تمثيل وو هانج شنج
- عميد مكتب العدل-تميثل هوي سانج لي

## الصفحة التقنية
- العنوان الأصلي: شاولين سان شي ليو فانج
- إخراج:  لو كار لونج
- سيناريو: ني كوانج
- موسيقى تصويرية: شن شانج يو
- مدير التصوير: هوانج يي تاي وارثر وونج
- مونتاج: هنج لونج جيونج وين هاي لي
- إنتاج: مونا فونج وران ران شاو
- شركة أنتاج: شاو بروذرز
- المدة: 115 دقيقة
- تاريخ العرض الأول: 2 فيفري 1978

## وصلات خارجية
الغرفة السادسة و الثلاثون لشاولين على imdb